# Ширинци
Ширинци су насељено мјесто у Западној Славонији. Припадају општини Окучани, у Бродско-посавској жупанији, Република Хрватска.

## Географија
Ширинци се налазе на Псуњу. Удаљени су око 11 км сјевероисточно од Окучана.

## Историја
До територијалне реорганизације насеље се налазило у саставу бивше општине Нова Градишка.

### Рат у Хрватској
Ширинци су се на почетку сукоба налазили у саставу САО Западне Славоније. Дана 31. децембра 1991. године, село напада и заузима 121. бригада Збора народне гарде.

## Становништво
Према попису становништва из 2011. године, насеље Ширинци је имало само 2 становника.
| Националност       | 1991. | 1981. | 1971. | 1961. |
| Срби               | 53    | 81    | 117   | 146   |
| Југословени        | 1     | 5     | 2     | 1     |
| Хрвати             |       |       | 3     | 1     |
| остали и непознато |       | 1     |       |       |
| Укупно             | 54    | 87    | 122   | 148   |

| Демографија | Демографија | Демографија |
| Година      | Становника  | Становника  |
| ----------- | ----------- | ----------- |
| 1961.       | 148         |             |
| 1971.       | 122         |             |
| 1981.       | 87          |             |
| 1991.       | 54          |             |
| 2001.       | 2           |             |
| 2011.       |             | 2           |